# Múscul espinós
El múscul espinós (musculus spinalis) és un dels tres músculs que formen part del múscul sacrospinal, que està compost per un conjunt de músculs i tendons. Es troba a la zona més propera a la columna. Així mateix, aquest múscul també està dividit en tres parts: múscul espinós del dors, múscul espinós de la nuca, múscul espinós del cap.

## Múscul espinós del dors
El múscul espinós del dors (musculus spinalis dorsi) és la continuació medial del sacroespinal i amb prou feines és possible distingir-lo com un múscul per separat. Està situat al costat medial del múscul dorsal llarg, i les fibres estant molt entrellaçades. Sorgeix dels tres o quatre tendons provinents de l'apòfisi espinosa de les dues primeres vèrtebres lumbars i les dues últimes vèrtebres dorsals. Aquests, unint-se, formen un petit múscul el qual s'insereix per mitjà de tendons diferenciats en les apòfisis espinoses de les vèrtebres D1 a D6 (i, fins i tot, D8). Està molt entremesclat amb el múscul semiespinós dorsal, situat per sota d'aquest.

## Múscul espinós de la nuca
El múscul espinós de la nuca (musculus spinalis cervicis) no té gran continuïtat; aquest sorgeix de la part baixa del lligament nucal, de l'apòfisi espinosa de la cervical C7 i, algunes vegades, de l'apofisi espinal de la primera i segona vèrtebra dorsal (D1-D2). S'insereix en l'apòfisi espinosa de l'axis i, ocasionalment, en l'apòfisi espinosa de les dues vèrtebres per sota de l'axis (C3-C4).

## Múscul espinós del cap
El múscul espinós del cap (musculus spinalis capitis) (biventer cervicis) és habitualment apareix relacionat intrínsecament amb el múscul semiespinós del cap. Aquests dos últims músculs espinosos (l'espinós del coll i del cap) es troben, en general, molt poc desenvolupats.